# Ischnodes
Ischnodes — род щелкунов из подсемейства Elaterinae.

## Описание
Щелкуны средних размеров. Тело двухцветное. Лоб нависает над наличников, клипеальная область довольно широкая. Усики у самцов и самок остро пиловидные начиная с третьего сегмента. Задний отросток переднегруди с наклонённым уступом за передними тазиками. Все сегменты лапок без лопастинок.

## Систематика
В составе рода:
- вид: Ischnodes maiko
- вид: Ischnodes picinus
- вид: Ischnodes reedi
- вид: Ischnodes sanguinicollis
- вид: Ischnodes schembrii
- вид: Ischnodes sibiricus